# 로마 제국의 기독교 박해

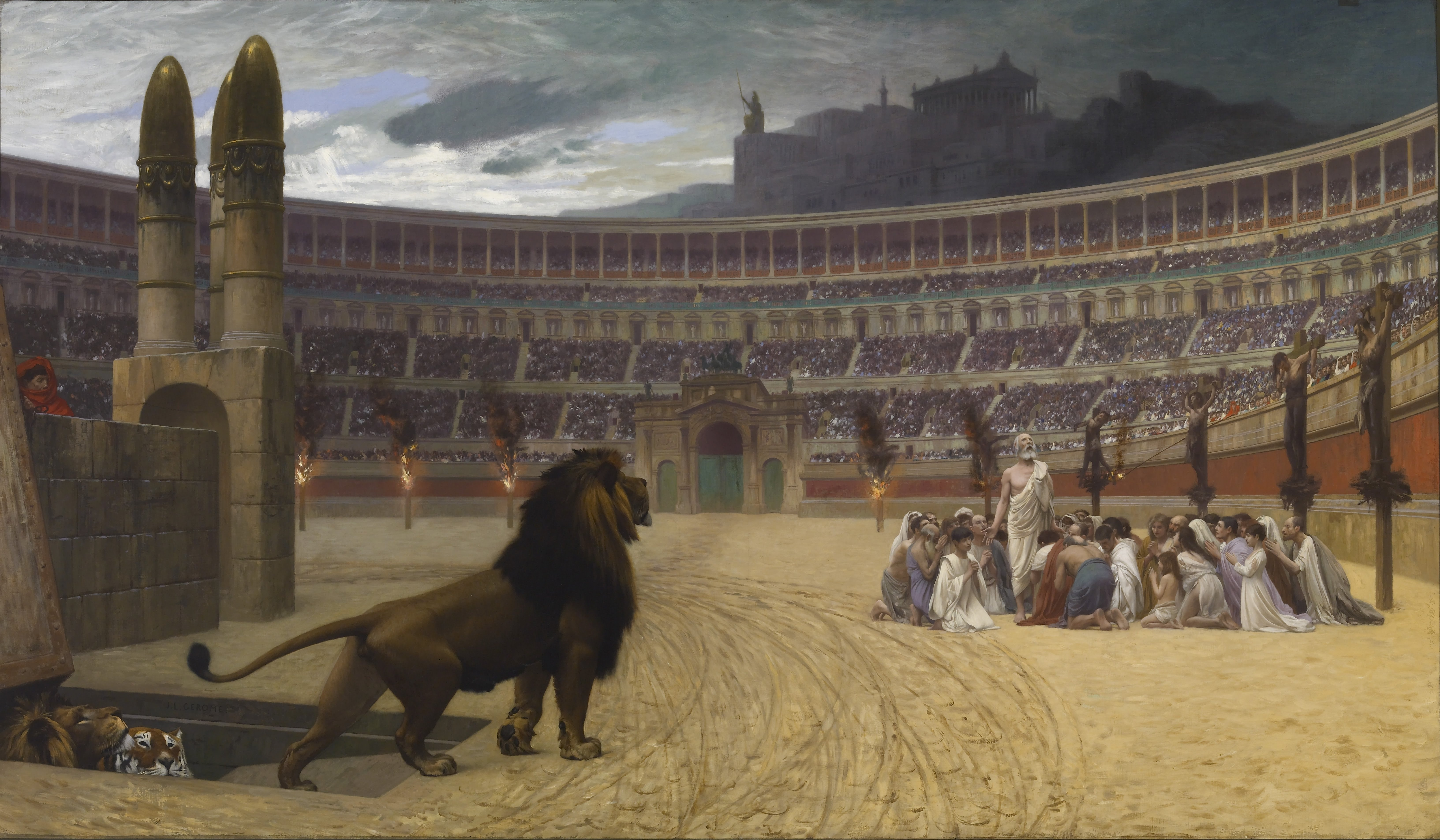
장레옹 제롬이 그린 기독교 순교자들의 마지막 기도 (1883)

로마 제국의 기독교 박해는 주후 1세기에 시작하여 4세기에 종결로, 로마 제국 전역에서 산발적으로 그리고 대개 지역적으로 일어났다. 본래 로마의 이교와 헬레니즘 종교의 전통에서 다신교를 믿는 제국이었으나, 기독교가 제국을 통해 전파되면서, 고대 로마의 황제 숭배와 이념적 갈등을 빚게 되었다. 신격화된 황제나 다른 신들에게 제물을 바치는 것과 같은 이교도의 관습들은 기독교인들의 믿음이 우상숭배를 금기시했기 때문에 그들에게 혐오스러운 것이었다.
국가와 시민사회의 다른 구성원들은 반역죄, 다양한 유언비어의 범죄, 불법 집회, 그리고 로마인들의 배교를 초래한 생경한 신앙을 전한 것에 대해 기독교인들을 처벌했다.
최초로, 국지적인 네로의 박해는 로마에서 황제 네로 (r. 54–68) 치하에서 발생했다. 더 보편적인 박해는 마르쿠스 아우렐리우스 (r. 161–180)의 치세 동안에 일어났다. 소강상태 후, 황제 데키우스 (r. 249–251)와 황제 트레보니아누스 갈루스 (r. 251–253) 치하에서 박해가 재개되었다. 데키우스의 박해는 특히 광범위했다. 황제 발레리아누스(r. 253–260)의 박해는 로마-페르시아 전쟁 동안에 에데사 전투에서 사산 제국의 샤푸르 1세(r. 240–270)에게 주목할 만한 포로로 잡히면서 중단되었다. 그의 후임자인 갈리에누스(r. 253–268)는 박해를 중지시켰다.
아우구스투스 디오클레티아누스(r. 283–305)는
최후의 보편적인 기독교 박해인 디오클레티아누스의 박해를 시작했고, 아우구스투스 갈레리우스(r. 310–313)가 세르디카 칙령을 선포하고 아우구스투스 막시미누스 다이아(r. 310–313)가 죽을 때까지 제국의 일부에서 계속 시행되었다. 콘스탄티누스 대제(r. 306–337)가 312년 10월 밀비우스 다리 전투에서 경쟁자 막센티우스(r. 306–312)를 격파한 후, 공동황제 리키니우스와 기독교를 포함한 모든 종교가 용인되는 것을 허용하는 밀라노 칙령(313)을 선포했다.

## 같이 보기
- 담나티오 아드 베스티아스
- 헬레니즘 종교